# Rimini Calcio Football Club 2002-2003
Questa pagina raccoglie i dati riguardanti il Rimini Calcio Football Club nelle competizioni ufficiali della stagione 2002-2003.

## Stagione

L'undici titolare nella finale di ritorno contro il Gubbio che sancisce la promozione

La stagione 2002-2003 è la prima a Rimini per l'allenatore Leonardo Acori.
L'avvio di stagione è difficoltoso, tanto che arrivano 3 sconfitte nelle prime 6 partite di campionato.
A metà ottobre vengono messi fuori rosa tre giocatori: Ballanti, Micchi e Antonioli.
Alla 7ª giornata una doppietta di Di Nicola permette al Rimini di espugnare l'Artemio Franchi battendo per 2-1 la Florentia Viola, società nata dalle ceneri della vecchia Fiorentina poi dichiarata fallita. Da qui i biancorossi conquistano 5 vittorie consecutive insediando le prime posizioni della classifica. Al termine del girone d'andata Rimini e Florentia Viola si dividono il titolo di campioni d'inverno.
Nel girone di ritorno i riminesi arrivano al match coi fiorentini con 2 punti di vantaggio in classifica, ma sono i viola a vincere il confronto. Da lì in poi la truppa di Acori vede allontanarsi sempre più la promozione diretta, intanto Ballanti viene reintegrato in rosa a fine marzo. La classifica finale vede i biancorossi al 2º posto, qualificati per i play-off per la sesta volta di fila.
Le semifinali play-off vengono disputate contro il Grosseto. All'andata in Maremma finisce 0-0 fra le proteste grossetane per una rete annullata al 92º, poi anche la gara di ritorno termina con lo stesso risultato a reti bianche: passa dunque la formazione romagnola in virtù del miglior piazzamento in classifica. La doppia sfida-promozione è contro il Gubbio: il Rimini si aggiudica in trasferta la partita d'andata grazie al rigore di Bordacconi, poi amministra il retour-match festeggiando così il ritorno in Serie C1 a 14 anni dall'ultima apparizione.

## Organigramma societario
Area direttiva
- Amministratore delegato: Vincenzo Bellavista
- Presidente: Luca Benedettini

Area organizzativa
- Team manager: Piergiorgio Ceccherini

Area comunicazione
- Segretario: Floriano Evangelisti
- Ufficio Stampa: Giuseppe Meluzzi

Area tecnica
- Allenatore: Leonardo Acori
- Preparatore atletico: Danilo Chiodi
- Preparatore dei portieri: Dino Valentini

Area sanitaria
- Medico sociale: Pasquale Contento
- Massaggiatore: Pietro Rossini

## Rosa
| N. |                   | Ruolo | Calciatore              |
| -- | ----------------- | ----- | ----------------------- |
|    | Italia (bandiera) | P     | Marco Bizzarri          |
|    | Italia (bandiera) | P     | Marco Casalboni         |
|    | Italia (bandiera) | D     | Alessandro Mastronicola |
|    | Italia (bandiera) | D     | Alessio Ballanti        |
|    | Italia (bandiera) | D     | Andrea Mussoni          |
|    | Italia (bandiera) | D     | Cristian Galliano       |
|    | Italia (bandiera) | D     | Luca D'Angelo           |
|    | Italia (bandiera) | D     | Paolo Bravo             |
|    | Italia (bandiera) | D     | Stefano Di Fiordo       |
|    | Italia (bandiera) | C     | Adrián Ricchiuti        |

| N. |                   | Ruolo | Calciatore          |
| -- | ----------------- | ----- | ------------------- |
|    | Italia (bandiera) | C     | Daniele Bordacconi  |
|    | Italia (bandiera) | C     | Francesco Lunardini |
|    | Italia (bandiera) | C     | Gianluca Di Giulio  |
|    | Italia (bandiera) | C     | Ivano Trotta        |
|    | Italia (bandiera) | C     | Lorenzo Di Loreto   |
|    | Italia (bandiera) | C     | Paolo Rachini       |
|    | Italia (bandiera) | A     | Cristiano Luconi    |
|    | Italia (bandiera) | A     | Davide Di Nicola    |
|    | Italia (bandiera) | A     | Edoardo Micchi      |
|    | Italia (bandiera) | A     | Sergio Floccari     |

## Risultati

### Campionato

#### Girone di andata
| Arbitro: | Damato (Barletta) |

|           |           |  |
| Clara 69’ | Marcatori |  |

| Arbitro: | Herberg (Messina) |

|            |           |                |
| Micchi 41’ | Marcatori | 27’ F. Ferrari |

| Arbitro: | Carlucci (Molfetta) |

|  |           |                           |
|  | Marcatori | 32’ Di Nicola 81’ Rachini |

| Arbitro: | Lops (Torino) |

|  |           |              |
|  | Marcatori | 40’ Agostini |

| Arbitro: | Fiori (Perugia) |

|              |           |  |
| Girgenti 16’ | Marcatori |  |

| Arbitro: | Masiero (Mestre) |

|               |           |  |
| Di Nicola 88’ | Marcatori |  |

| Arbitro: | Squillace (Catanzaro) |

|                  |           |                           |
| A. Turchetta 87’ | Marcatori | 35’, 66’ (rig.) Di Nicola |

| Arbitro: | Guerriero (Catanzaro) |

|               |           |  |
| Luconi 90'+4’ | Marcatori |  |

| Arbitro: | Celi (Bari) |

|                     |           |                             |
| Balestri 50’ (rig.) | Marcatori | 42’ Di Nicola 53’ Di Giulio |

| Arbitro: | Siragusa (Acireale) |

|  |           |            |
|  | Marcatori | 10’ Luconi |

| Arbitro: | Giglioni (Siena) |

|               |           |  |
| Ricchiuti 43’ | Marcatori |  |

| Arbitro: | Crugliano (Crotone) |

|             |           |               |
| Allegri 40’ | Marcatori | 79’ Ricchiuti |

| Arbitro: | Ciliberto (Merano) |

|                 |           |  |
| Luconi 66’, 72’ | Marcatori |  |

| Rimini 1º dicembre 2002, ore 14:30 CET 14ª giornata | Rimini                      | 0 – 0 | Montevarchi | Stadio Romeo Neri\| Arbitro: \| Zin (Cervignano del Friuli) \| |
| Arbitro:                                            | Zin (Cervignano del Friuli) |       |             |                                                                |

| Arbitro: | Vicinanza (Albenga) |

|              |           |                |
| A. Rizzo 14’ | Marcatori | 28’ Bordacconi |

| Arbitro: | Ferraro (Crotone) |

|                                                 |           |  |
| Rachini 45'+2’ Bordacconi 59’ (rig.) Luconi 83’ | Marcatori |  |

| Grosseto 22 dicembre 2002, ore 14:30 CET 17ª giornata | Grosseto           | 0 – 0 | Rimini | Stadio Carlo Zecchini\| Arbitro: \| Pantana (Macerata) \| |
| Arbitro:                                              | Pantana (Macerata) |       |        |                                                           |

#### Girone di ritorno
| Arbitro: | Masiero (Mestre) |

|                      |           |  |
| Di Nicola 43’ (rig.) | Marcatori |  |

| Arbitro: | Torella (Roma) |

|  |           |                                       |
|  | Marcatori | 50’, 60’ (rig.), 64’ (rig.) Di Nicola |

| Arbitro: | Ferraro (Crotone) |

|               |           |                                 |
| Bordacconi 7’ | Marcatori | 90'+1’ A. Maniero 90'+4’ Lugnan |

| Arbitro: | Ioseffi (Siena) |

|  |           |                        |
|  | Marcatori | 90+1’ (rig.) Di Nicola |

| Arbitro: | Saveri (Viterbo) |

|               |           |            |
| Ricchiuti 62’ | Marcatori | 24’ Solari |

| Arbitro: | Zambon (Padova) |

|                 |           |                           |
| Moscardelli 35’ | Marcatori | 42’ (rig.), 50’ Di Nicola |

| Arbitro: | M. Mazzoleni (Bergamo) |

|  |           |                        |
|  | Marcatori | 66’ Riganò 87’ Bismark |

| Arbitro: | Liberti (Genova) |

|                          |           |                      |
| Marinucci 62’ Ciotti 78’ | Marcatori | 48’ (rig.) Di Nicola |

| Arbitro: | Crugliano (Crotone) |

|               |           |  |
| Di Nicola 67’ | Marcatori |  |

| Arbitro: | Zanardo (Conegliano) |

|  |           |                                |
|  | Marcatori | 47’ D. Bettini 90+5’ Roncarati |

| Gualdo Tadino 30 marzo 2003, ore 16:00 CEST 28ª giornata | Gualdo           | 0 – 0 | Rimini | Stadio Carlo Angelo Luzi\| Arbitro: \| Tonin (Piombino) \| |
| Arbitro:                                                 | Tonin (Piombino) |       |        |                                                            |

| Arbitro: | Celi (Bari) |

|                                |           |             |
| Floccari 8’, 80’ Ricchiuti 40’ | Marcatori | 1’ Specchia |

| Arbitro: | Brunialti (Trento) |

|                 |           |                |
| A. Brunetti 55’ | Marcatori | 23’ Bordacconi |

| Arbitro: | G. Rubino (Salerno) |

|  |           |              |
|  | Marcatori | 83’ D'Angelo |

| Rimini 27 aprile 2003, ore 16:00 CEST 32ª giornata | Rimini              | 0 – 0 | Gubbio | Stadio Romeo Neri\| Arbitro: \| Crugliano (Crotone) \| |
| Arbitro:                                           | Crugliano (Crotone) |       |        |                                                        |

| Arbitro: | Damato (Barletta) |

|           |           |                |
| Biggi 53’ | Marcatori | 31’ Bordacconi |

| Rimini 11 maggio 2003, ore 16:00 CEST 34ª giornata | Rimini                     | 0 – 0 | Grosseto | Stadio Romeo Neri\| Arbitro: \| Santucci (Reggio Calabria) \| |
| Arbitro:                                           | Santucci (Reggio Calabria) |       |          |                                                               |

#### Play-off
| Grosseto 25 maggio 2003, ore 16:30 CEST Semifinale di andata | Grosseto       | 0 – 0 | Rimini | Stadio Carlo Zecchini\| Arbitro: \| Romeo (Verona) \| |
| Arbitro:                                                     | Romeo (Verona) |       |        |                                                       |

| Rimini 1º giugno 2003, ore 16:30 CEST Semifinale di ritorno | Rimini                | 0 – 0 | Grosseto | Stadio Romeo Neri\| Arbitro: \| Squillace (Catanzaro) \| |
| Arbitro:                                                    | Squillace (Catanzaro) |       |          |                                                          |

| Arbitro: | Stefanini (Prato) |

|  |           |                       |
|  | Marcatori | 14’ (rig.) Bordacconi |

| Rimini 15 giugno 2003, ore 16:30 CEST Finale di ritorno | Rimini           | 0 – 0 | Gubbio | Stadio Romeo Neri\| Arbitro: \| Rocchi (Firenze) \| |
| Arbitro:                                                | Rocchi (Firenze) |       |        |                                                     |

### Coppa Italia di Serie C

#### Girone G
| Arbitro: | Zambon (Padova) |

|               |           |  |
| Ricchiuti 50’ | Marcatori |  |

| Arbitro: | Nicoletti (Macerata) |

|                   |           |            |
| Myrtaj 54’ (rig.) | Marcatori | 34’ Micchi |

| Rimini 25 agosto 2002, ore 20:30 CEST 3ª giornata | Rimini            | 0 – 0 | Fano | Stadio Romeo Neri\| Arbitro: \| Gava (Conegliano) \| |
| Arbitro:                                          | Gava (Conegliano) |       |      |                                                      |

| Arbitro: | Ongaro (Rovigo) |

|                |           |                           |
| Staffolani 36’ | Marcatori | 15’ Rachini 61’ Lunardini |

| 4 settembre 2002 5ª giornata |  | – Turno di riposo Rimini |  |  |